# Soendaplein
Het Soendaplein is een plein in de Indischewijk van Haarlem-Noord. Tot 1927 lag het in de gemeente Schoten. Het diende van 1913 tot 1948 als de noordelijke eindhalte van de Haarlemse tram. 
Het is gelegen aan de Schoterweg en grenst in het noorden aan de Rijksstraatweg en de Floresstraat, in het oosten aan de Lombokstraat en in het zuiden aan de Soendastraat. Aan de westzijde van het plein ligt de katholieke begraafplaats Sint-Barbara. Daardoor en door de aanwezigheid van een grote supermarkt staan er relatief weinig woonhuizen op het Soendaplein. 

## Geschiedenis
In 1913 werd de Haarlemse stadstram geëlektrificeerd en verlengd van het Kennemerplein over een lengte van 1500 meter naar de eindhalte Soendaplein. Deze tram verving op het traject naar het Kennemerplein (aan de noordzijde van het station Haarlem) de stoomtram naar Alkmaar en op het traject tussen het station tot de Haarlemmerhout de paardentram. Op het Soendaplein sloten de stadstram en de stoomtram op elkaar aan. Er werd voor de normaalsporige NZH-tramlijnen een remise gebouwd die de oostzijde van het Soendaplein domineerde. 
In 1924 werd de stoomtram, na plannen voor gedeeltelijke elektrificatie, opgeheven en vervangen door de autobus. Na de Tweede Wereldoorlog was dit tot 1972 buslijn W van de NACO, die het Soendaplein passeerde.
Op 1 november 1948 werd de stadstram, die in 1929 het lijnnummer 1 gekregen had, als laatste van de Haarlemse stadslijnen vervangen door de bus. De NZH-stadsbuslijnen 1, 5 en 6 op het gebundelde traject Houtplein - station Haarlem - Haarlem-Noord bedienden de halten bij het Soendaplein in een zeer hoge frequentie van ongeveer 20 bussen per uur. 
De tramremise aan het Soendaplein werd verbouwd tot garage voor de stadsbussen en bleef tot eind jaren zestig in gebruik. In 1971 werd door burgemeester Cremers in de vroegere remise een supermarkt van Albert Heijn geopend. In 1995 werd de remise afgebroken en werd een nieuw filiaal van Albert Heijn gebouwd. In de zomer van 2023 werd dit filiaal door brand grotendeels verwoest. Al in november van dat jaar opende Albert Heijn op dezelfde plek een geheel vernieuwd filiaal.
In de 21ste eeuw stoppen de bussen iets ten zuiden van het plein bij de bushalte bij het Julianapark.

## Fotogalerij

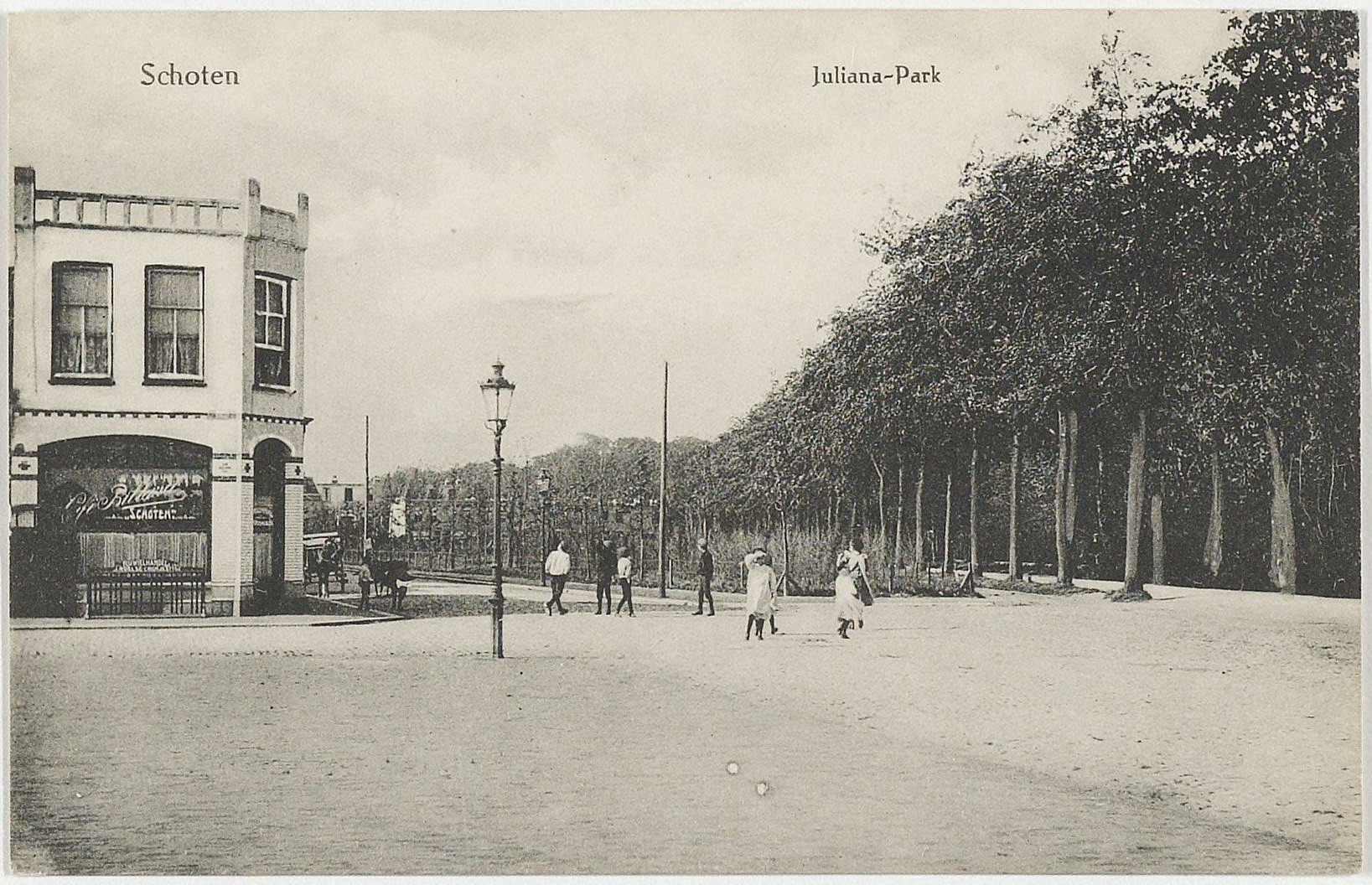
Het Julianapark te Haarlem-Schoten vanaf het Soendaplein, 1910
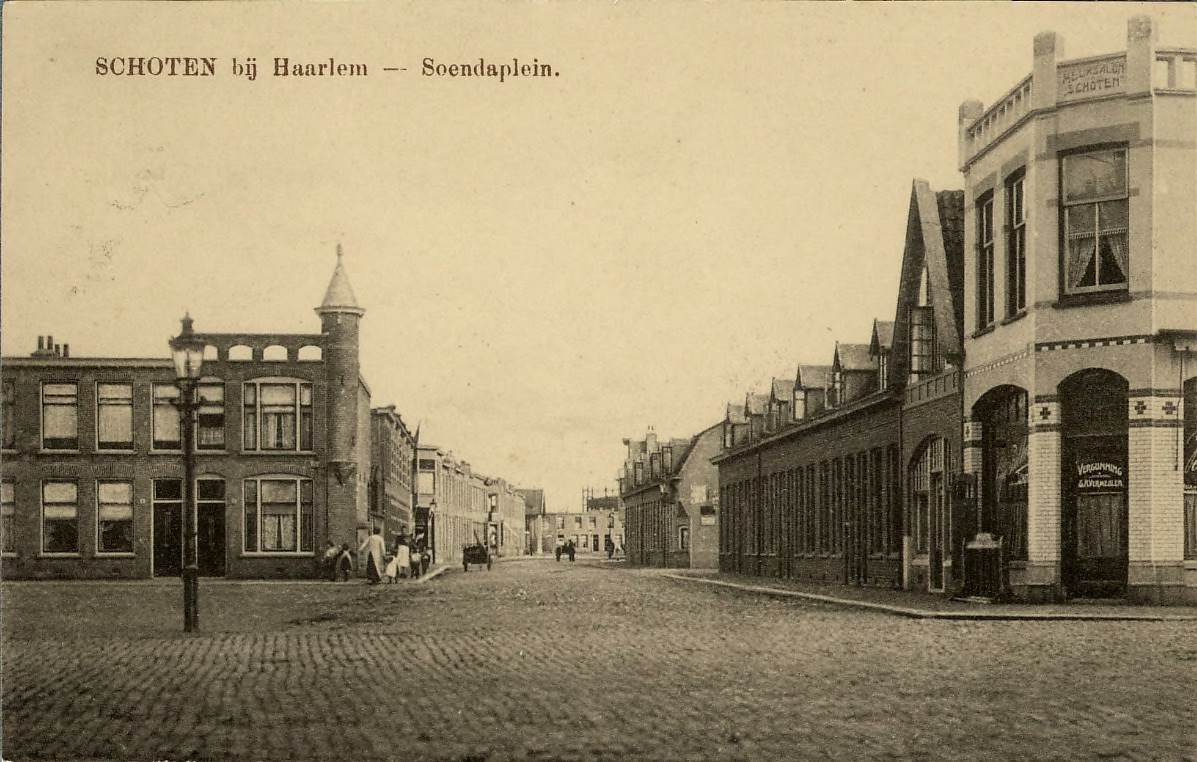
De Soendastraat ziende vanaf het Soendaplein naar het oosten, 1911
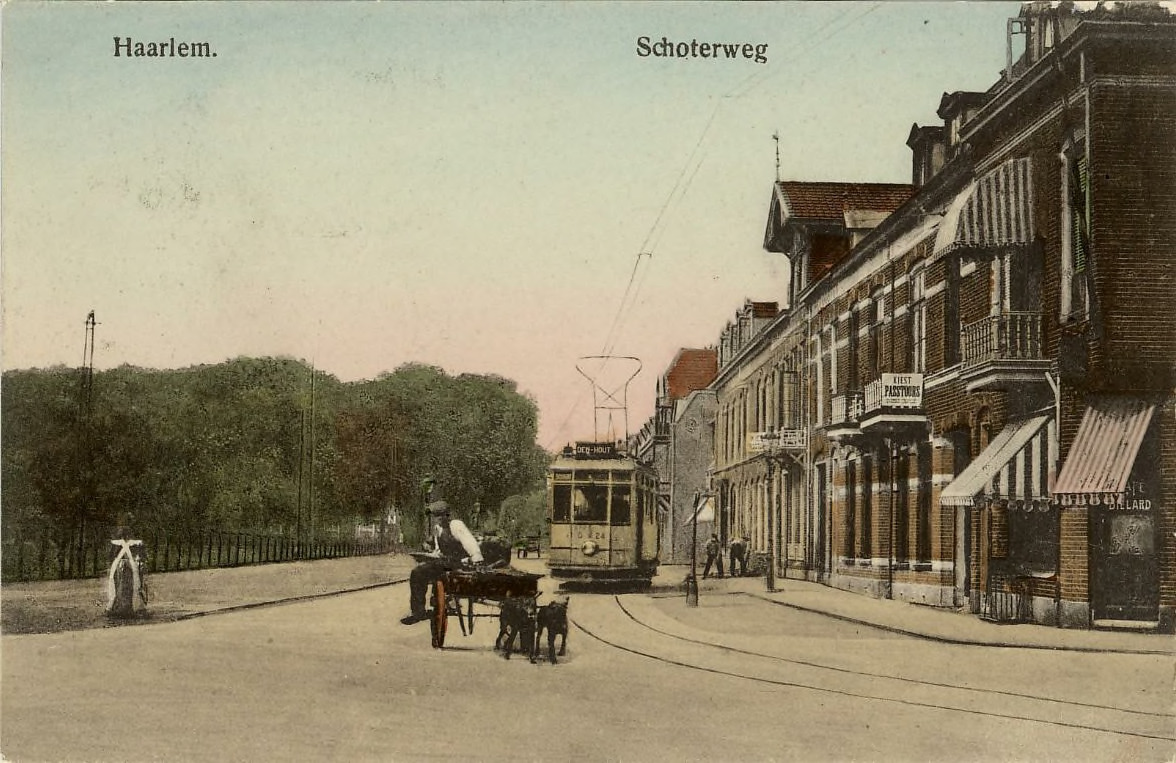
De Schoterweg ziende naar het noorden. Te zien is de elektrische tram die van het Soendaplein naar Den Hout reed tussen 1913 en 1917. Links het terrein van de Ripperda Kazerne, 1913 à 1917
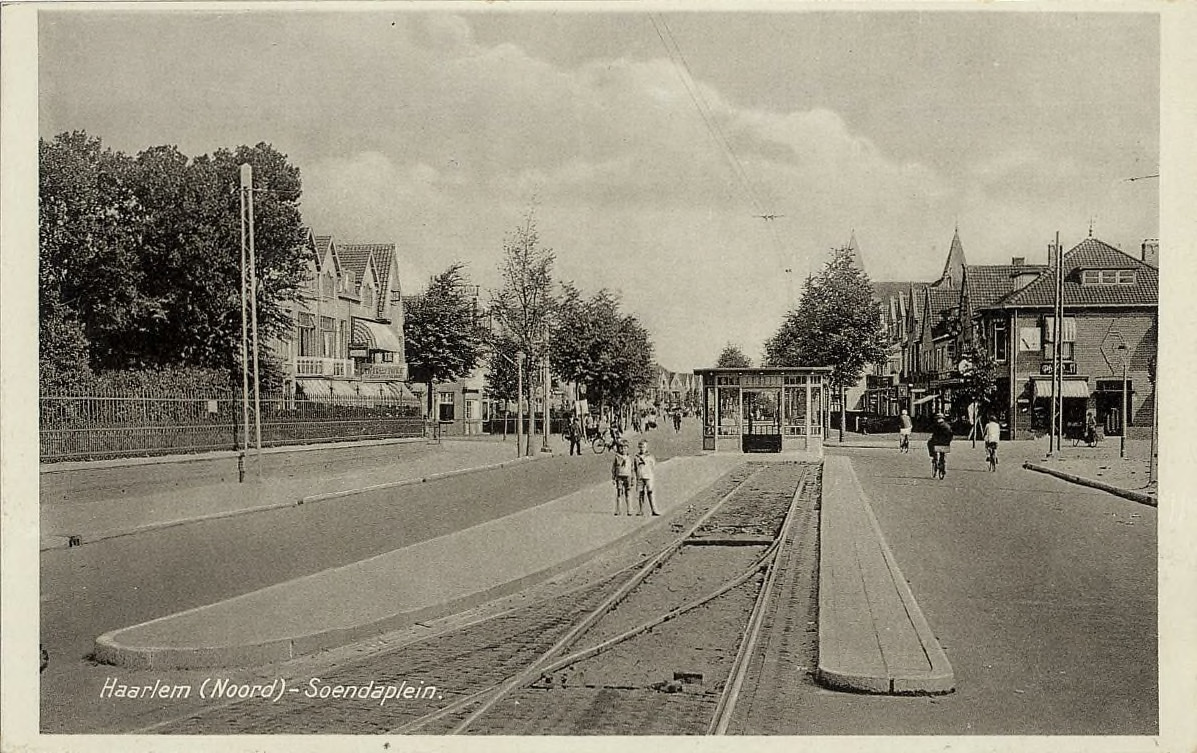
Het Soendaplein ziende naar het noorden met kopeindpunt van tramlijn 1; links het gietijzeren hek van de begraafplaats, 1930
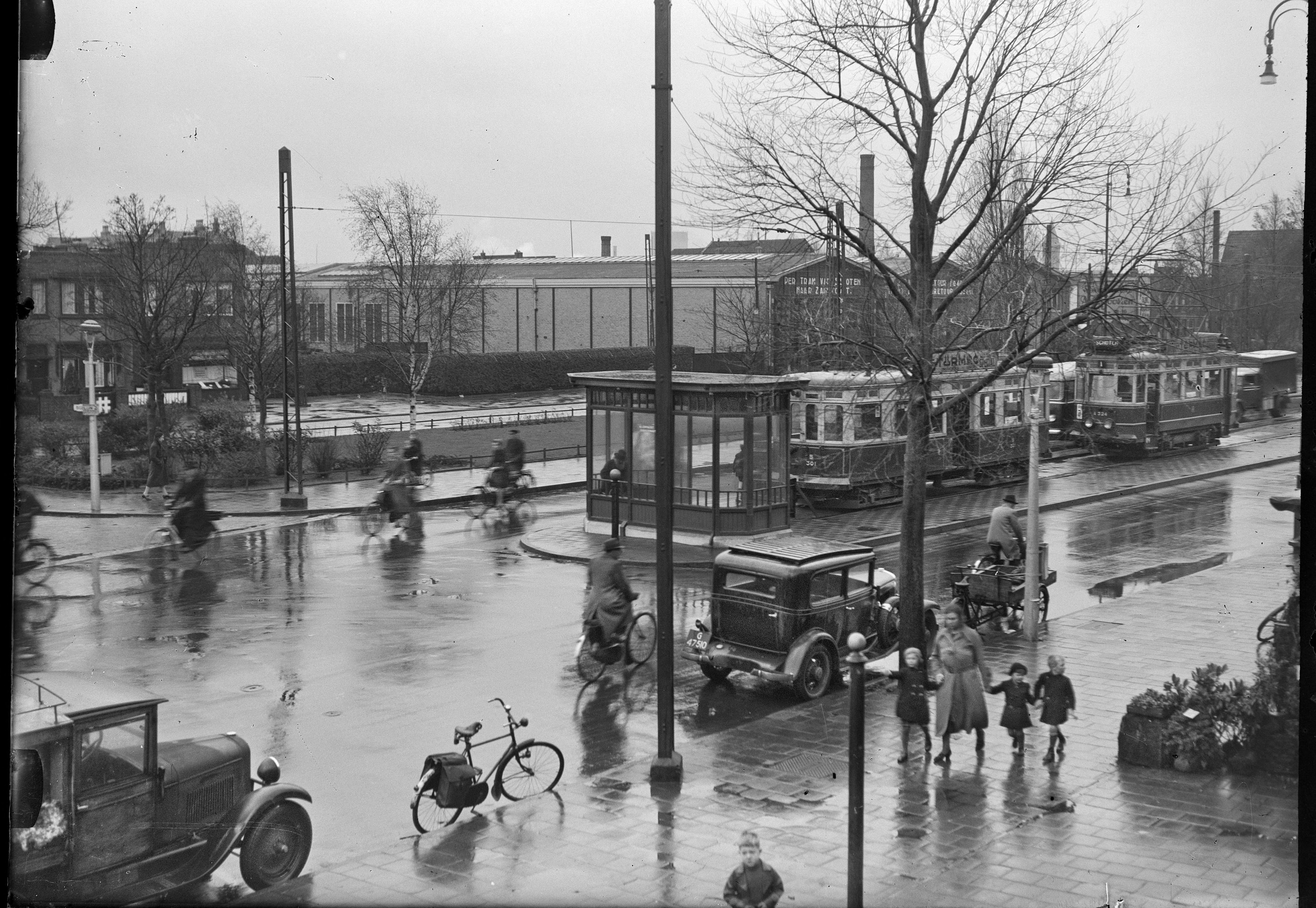
Soendaplein / Schoterweg, 1930 à 1935
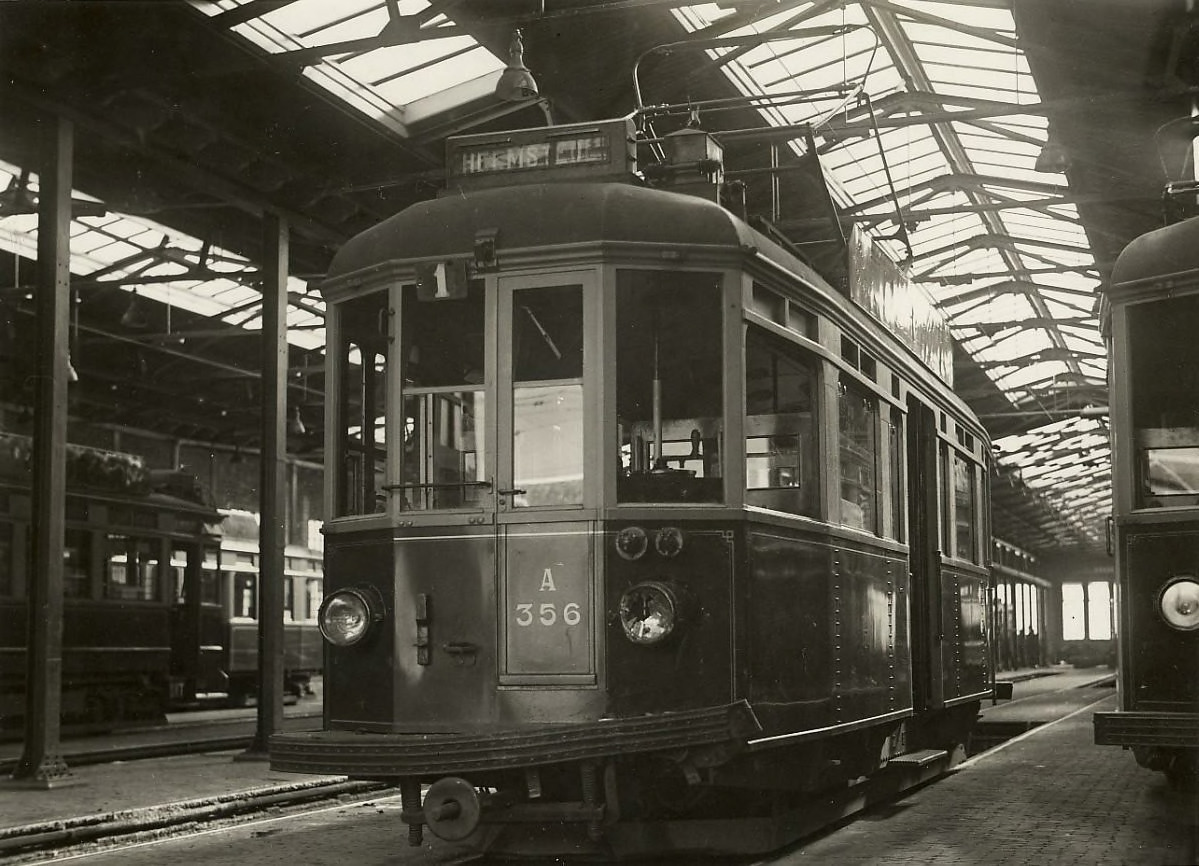
Interieur van de tramremise op het Soendaplein, met een beschadigde tramwagen, 1932
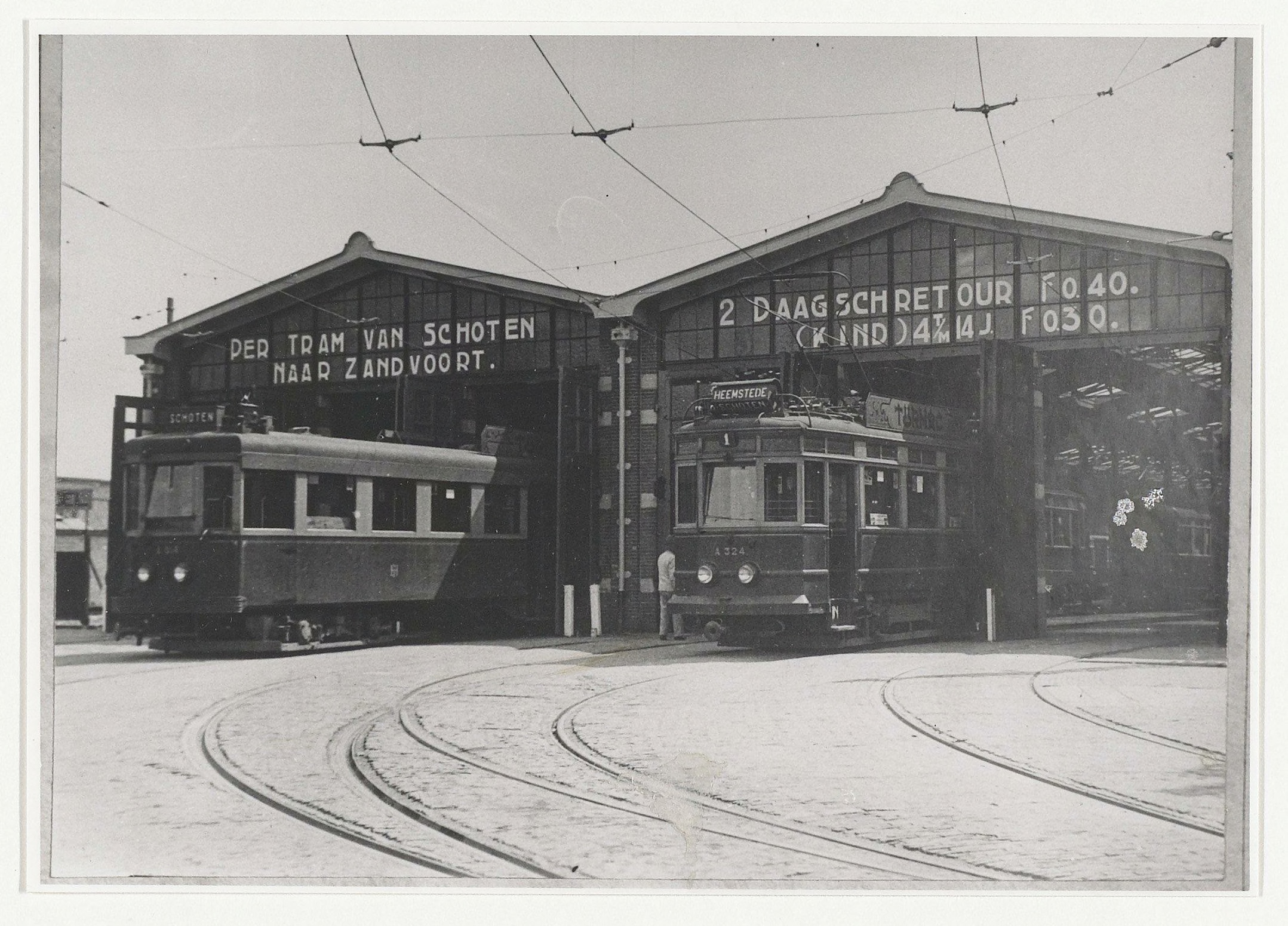
Remise NZH. 1932 à 1940
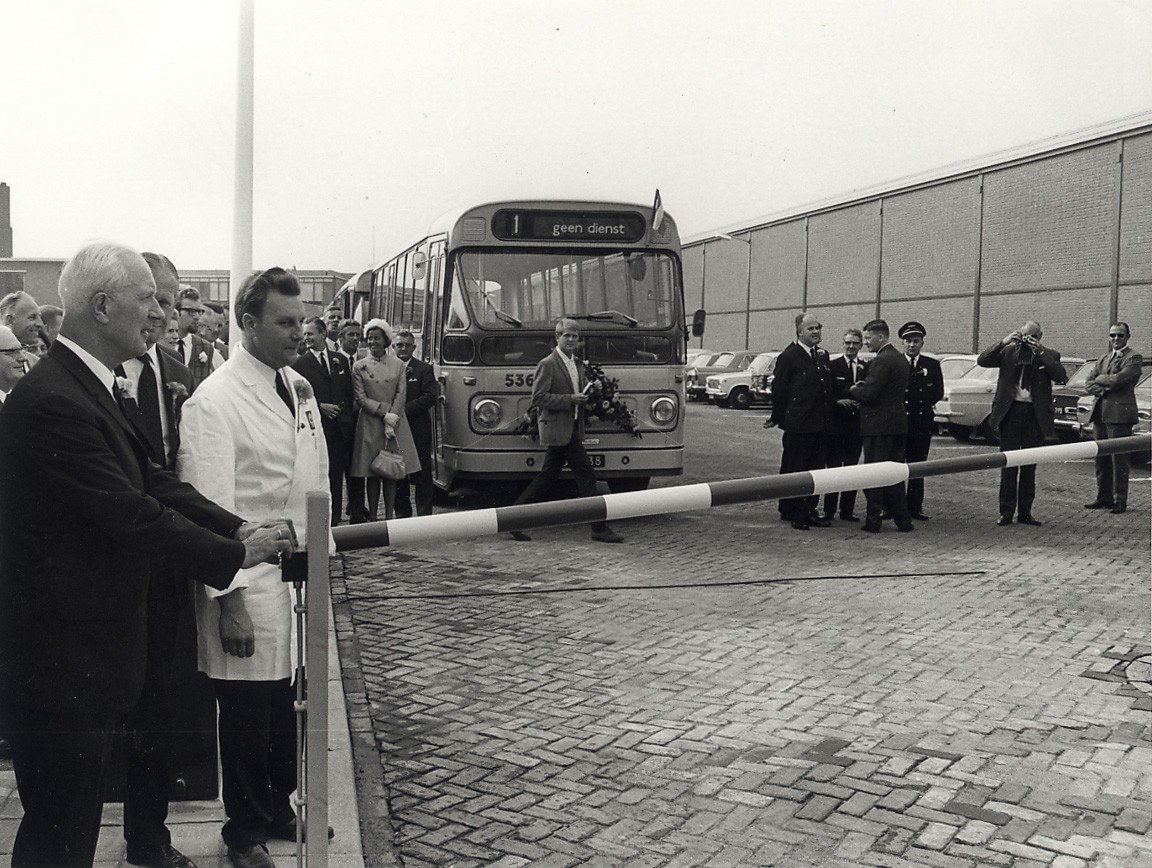
Burgemeester Oscar P.F.M. Cremers opent de remise/supermarkt van het AH-concern aan het Soendaplein, 1971
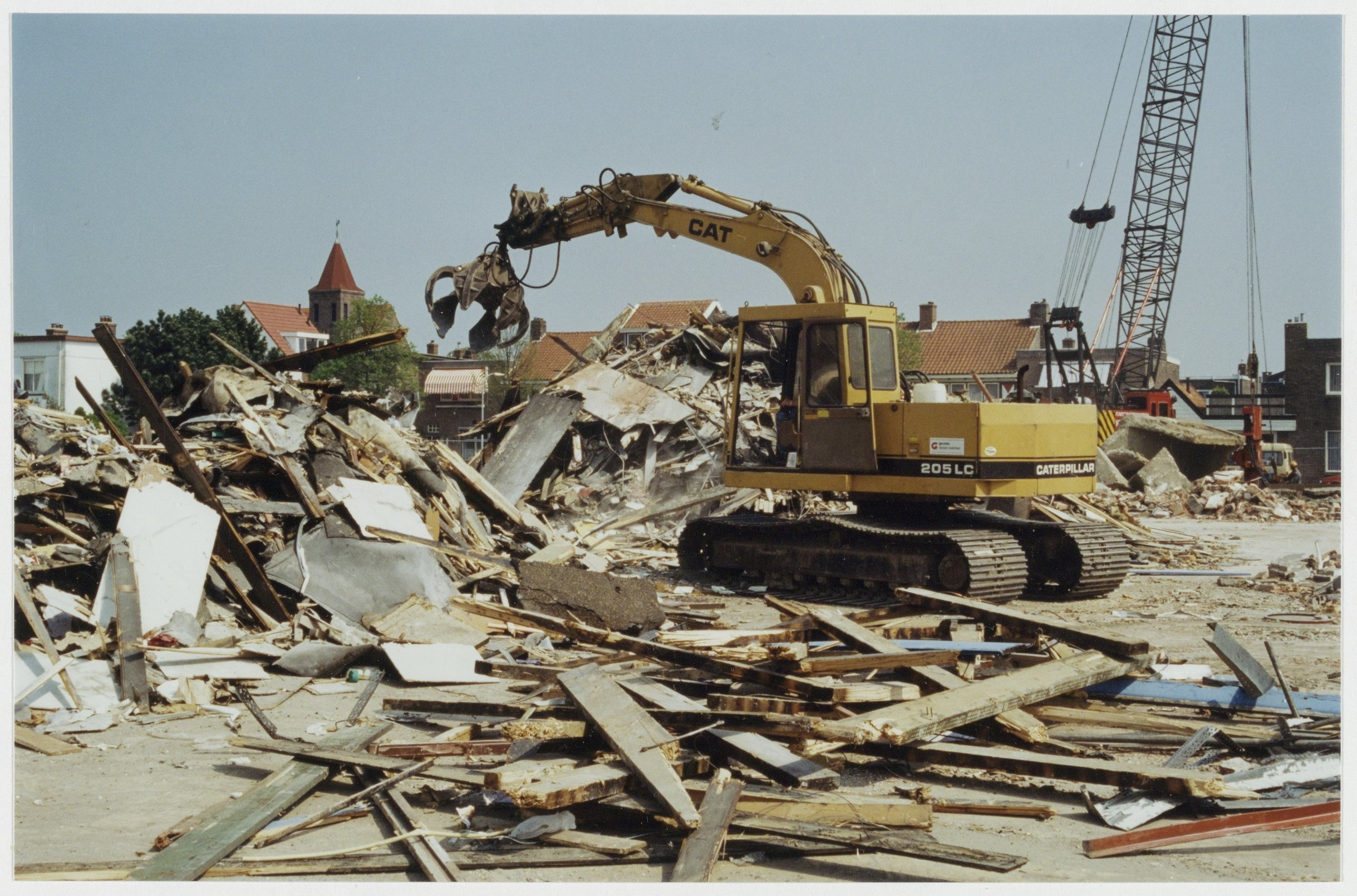
Sloop van het Albert Heijn-filiaal op het Soendaplein, vertraagd wegens bodemvervuiling van de voormalige NZH-remise, 1995